# Roquetaillade-et-Conilhac
Roquetaillade-et-Conilhac – gmina we Francji, w regionie Oksytania, w departamencie Aude. W 2013 roku liczba ludności wynosiła 287 mieszkańców. 
Gmina została utworzona 1 stycznia 2019 roku z połączenia dwóch ówczesnych gmin: Conilhac-de-la-Montagne oraz Roquetaillade. Siedzibą gminy została miejscowość Roquetaillade. 